# Ceratostoma spurium
Ceratostoma spurium är en svampart som beskrevs av Fr. 1818. Ceratostoma spurium ingår i släktet Ceratostoma och familjen Ceratostomataceae.   Inga underarter finns listade i Catalogue of Life.